# Orchis tochniana
Orchis tochniana là một loài thực vật có hoa trong họ Lan. Loài này được Kreutz & Scraton mô tả khoa học đầu tiên năm 2002.